# 30375 Kathuang
30375 Kathuang è un asteroide della fascia principale. Scoperto nel 2000, presenta un'orbita caratterizzata da un semiasse maggiore pari a 2,5192723 UA e da un'eccentricità di 0,1624759, inclinata di 3,32062° rispetto all'eclittica.